# Estádio Vasconcelos Montes
Estádio Vasconcelos Montes – stadion piłkarski, w Araguari, Minas Gerais, Brazylia, na którym swoje mecze rozgrywa klub Araguari Atlético Clube.